# Fleeceware
Fleeceware é um tipo de aplicativo móvel malicioso que vem com taxas de assinatura excessivas e ocultas. Esses aplicativos também tiram vantagem de usuários que não sabem como cancelar uma assinatura para continuar a cobrá-los por muito tempo depois de terem excluído o aplicativo. Em 2020, mais de 600 milhões de usuários instalaram aplicativos fleeceware para Android vindos da Play Store. O termo foi cunhado em 2019 por pesquisadores britânicos.